# Interne audit
Interne audit is een onderzoek dat, met een systematische en gedisciplineerde aanpak, wordt uitgevoerd naar het goed en betrouwbaar functioneren van de interne organisatie door auditors die in dienst zijn van die organisatie. Interne audit is een vorm van auditing die voorkomt bij grote organisaties zoals de overheid, grote ondernemingen en grote instellingen.
De interne audit wordt uitgevoerd door en/of (al naargelang het aandachtsgebied):

Financial auditor:
- Controle van interne financiële verantwoordingen, inclusief de administratieve organisatie (Financial auditing) en de totstandkoming van de interne jaarrekening.

Operational auditor:
- Onderzoek naar de inrichting en aansturing van de organisatie maar ook naar de opzet en kwaliteit van allocatie-, informatie-, communicatie- en controlesystemen. Ter verbetering van de operationele activiteiten wordt er daarnaast gekeken naar de effectiviteit en efficiency van bedrijfsprocessen.

De externe auditor, ook wel openbaar accountant genoemd, maakt in de financiële business vaak gebruik van de werkzaamheden en rapportages van de interne auditor.
IT-Auditor:
- Controle van het goed en betrouwbaar functioneren van de interne IT-organisatie (IT-auditing). Dit omvat o.a: de structuur en verantwoordelijkheden van die IT-organisatie, de hardware, de systeem software en -applicaties, het interne- en (indien aanwezig) externe netwerk, veiligheids- en calamiteitensystemen.

Kwaliteit-Auditor:
- Controle op het actueel zijn van en het werken via het handboek. Dit omvat o.a.: werkinstructies, procedures of registraties in elk willekeurig bedrijf. Tevens wordt er gekeken of de betrokken werknemers/personen op de hoogte zijn van de manier waarop ze dienen te werken. Dit wordt gecontroleerd aan de hand van een interview.

In levensmiddelen producerende of verwerkende bedrijven worden de uitslagen van interne Audits niet meegenomen bij een externe audit uitgevoerd door een certificerende instantie.

## Randvoorwaarden

### Positie binnen de organisatie
Om goed te kunnen functioneren in de organisatie dient de interne auditor voldoende gezag te hebben. De interne audit dient daarom rechtstreeks onder de verantwoordelijkheid van de hoogste leiding van de organisatie te vallen. De hoogste leiding communiceert dat alle aanwijzingen van de interne auditor door iedereen binnen de organisatie dienen te worden opgevolgd.

### Inbedding in de organisatie
Wanneer interne audits effectief en efficiënt worden uitgevoerd, ontstaat er inzicht in het functioneren van de bedrijfsvoering. Het uitvoeren van een interne audit is dus meer dan het afvinken van een checklist, het moet bruikbare informatie opleveren. Het is daarom van groot belang dat iedereen binnen een organisatie weet wat er speelt bij een interne audit. Het bezoek van een auditor aan de organisatie mag de medewerkers niet verrassen. Dan is het namelijk geen interne audit meer maar een controle of inspectie. Alle medewerkers dienen kennis te hebben van het doel van de interne audit en alle bijbehorende procedures. Een goede en heldere communicatie is hierbij een vereiste.
Om goede richtlijnen te kunnen bieden voor de auditor stelt een organisatie een gedragscode op waarin alle interne normen en waarden worden besproken. Dit zijn de afspraken waaraan alle medewerkers binnen de organisatie zich dienen te houden. Meestal hebben deze gedragscodes een verband met de bedrijfscultuur van de organisatie.

## Soorten interne audits
- Systeemaudit; Bij een systeemaudit richt een auditor zich op een systeem als geheel. Hij toetst in welke mate het kwaliteitsmanagement aan de gestelde systeemeisen voldoet en of het systeem doeltreffend genoeg is en naar wensen functioneert.
- Procesaudit; Een procesaudit richt zich op het verloop van een proces; de auditor loopt het hele proces stap voor stap na en toetst of de dagelijkse praktijk op de werkvloer nog overeenkomt met de procesbeschrijvingen.
- Productaudit; Een productaudit gaat over de output van de processen. De auditor beoordeelt de kwaliteit van het product of dienst en let voornamelijk op de eigenschappen en kenmerken die de klant belangrijk vindt.

## Compliance
Het is voor een organisatie van groot belang om alle zaken rondom wet- en regelgeving in orde te hebben. Hiertoe wordt vaak een "compliance officer" aangesteld. Deze faciliteert, adviseert en houdt toezicht op de afbakening van wet- en regelgeving waarmee een organisatie te maken krijgt. De taak van de interne accountant bij compliance is enerzijds adviserend, anderzijds toetst hij of de naleving van wet- en regelgeving daadwerkelijk is verankerd in de bedrijfsvoering. Regelmatig is de "compliance officer" een intern accountant of een jurist.

## Rapportage en vervolgactiviteiten
De interne auditor rapporteert zijn bevindingen aan degene die verantwoordelijk is voor de gecontroleerde cijfers of het gecontroleerde proces. Na het uitbrengen van de rapportage volgt de follow-up van de auditresultaten. De bevindingen uit het rapport worden besproken met de verantwoordelijken en met de uitvoerende werknemers om op basis daarvan actie te kunnen ondernemen.

## Beroepsorganisaties
Internal auditors/interne accountants zijn veelal lid van een of meerdere beroepsorganisaties waaronder:
- IIA
- ISACA
- NOREA
- NBA